# Jarjara
Jarjara (tiếng Ả Rập: جرجرة) là một ngôi làng Syria nằm trong phó huyện Hama của huyện Hama. Theo Cục Thống kê Trung ương Syria (CBS), Jarjara có dân số 772 người trong cuộc điều tra dân số năm 2004.